# Hybogaster dissimulanda
Hybogaster dissimulanda är en stekelart som först beskrevs av Cameron 1897.  Hybogaster dissimulanda ingår i släktet Hybogaster och familjen bracksteklar. Inga underarter finns listade i Catalogue of Life.